# Порко, Кэролин
Кэролин Порко (англ. Carolyn Porco; род. 6 марта 1953, Бронкс, Нью-Йорк) — американский планетолог. 
В 1980-х работала над обработкой изображений для программы Вояджер. В настоящий момент руководит группой по обработке изображений миссии Кассини-Гюйгенс и участвует в программе Новые горизонты.
В 2008 году журнал Wired включил её в список 15-ти людей, к которым должен будет прислушиваться следующий президент США. За публичные выступления в 2010 году была награждена медалью Карла Сагана.
В её честь назван астероид (7231) Порко, открытый в 1985 году Эдвардом Боуэллом.